# Colonia Jardín
Colonia Jardín è una stazione della linea 10 della metropolitana di Madrid. È anche capolinea delle linee ML2 e ML3 della metropolitana leggera. Si trova sotto Carretera de Carabanchel a Aravaca nel distretto Latina.
Rispetto alla linea 10, i binari delle due linee metropolitane leggere si trovano a un piano superiore.

## Storia
La stazione è stata inaugurata nel 2002, per la linea 10, e il 27 luglio 2007 fu resa disponibile la parte che da servizio alle due linee della metropolitana leggera. La stazione è stata capolinea della linea 10 fino a quando venne attivato il tratto che porta la linea 10 fino a Puerta del Sur. La stazione fu il capolinea della linea 10 fino all'apertura del proluganmento fino a  Puerta del Sur, nel comune di Alcorcón.
A seguito di lavori, nel 2014, la stazione rimase chiusa. La ragione di questi lavori è stata la sostituzione delle rotaie e della massicciata. I miglioramenti, che hanno avuto un costo di 12,5 milione di euro, hanno permesso ai treni di circolare a più di 70 chilometri all'ora rispetto ai 30 chilometri con cui circolavano prima dei lavori.

## Interscambi
- 65, H
- 532 560 561 561A 561B 562 563 564 571 572 573 574 591
- N905